# Портедж (Огайо)
Портедж (англ. Portage) — селище (англ. village) в США, в окрузі Вуд штату Огайо. Населення — 398 осіб (2020).

## Географія
Портедж розташований за координатами 41°19′24″ пн. ш. 83°38′48″ зх. д. / 41.32333° пн. ш. 83.64667° зх. д. (41.323217, -83.646799).  За даними Бюро перепису населення США в 2010 році селище мало площу 3,85 км², уся площа — суходіл.

## Демографія
Згідно з переписом 2010 року, у селищі мешкало 438 осіб у 164 домогосподарствах у складі 105 родин. Густота населення становила 114 особи/км².  Було 174 помешкання (45/км²).
Расовий склад населення:
| - 94,1 % — білих - 1,4 % — чорних або афроамериканців - 0,5 % — вихідців з тихоокеанських островів - 0,5 % — корінних американців - 3,0 % — осіб інших рас |

До двох чи більше рас належало 0,7 %. Частка іспаномовних становила 7,8 % від усіх жителів.
За віковим діапазоном населення розподілялося таким чином: 20,5 % — особи молодші 18 років, 70,6 % — особи у віці 18—64 років, 8,9 % — особи у віці 65 років та старші. Медіана віку мешканця становила 38,0 року. На 100 осіб жіночої статі у селищі припадало 99,1 чоловіків;  на 100 жінок у віці від 18 років та старших — 95,5 чоловіків також старших 18 років.
Середній дохід на одне домашнє господарство  становив 57 096 доларів США (медіана — 50 625), а середній дохід на одну сім'ю — 64 626 доларів (медіана — 52 188). Медіана доходів становила 47 500 доларів для чоловіків та 40 556 доларів для жінок. За межею бідності перебувало 5,7 % осіб, у тому числі 14,9 % дітей у віці до 18 років та 0,0 % осіб у віці 65 років та старших.
Цивільне працевлаштоване населення становило 189 осіб. Основні галузі зайнятості: освіта, охорона здоров'я та соціальна допомога — 40,2 %, роздрібна торгівля — 15,9 %, виробництво — 12,2 %, будівництво — 9,0 %.